# Elianne Kuepers
Elianne Kuepers (Weert, 1983) is een Nederlands journaliste en presentatrice.
Kuepers studeerde Human Resource Studies aan de Universiteit van Tilburg en Nederlands aan de Universiteit Leiden. Daarna ging ze aan de slag als verslaggever bij onder meer VICE, KRO en VARA (Uitgesproken VARA en De Wereld Draait Door). In 2011 begon ze bij RTL Nieuws en RTL Z, eerst als verslaggever en eindredacteur, vanaf 2016 als presentatrice.
Kuepers presenteert het RTL Z Nieuws, Money Talks en het RTL Z Beursspel op zakenzender RTL Z. Ook is ze te zien als verslaggever economie bij RTL Nieuws.
Tijdens het zwangerschapsverlof van Jetske Schrijver in 2016 viel ze in als presentator van Editie NL.